# Ascenseur à bateaux de Scharnebeck
Scharnebeck est une localité située au nord-est de Lunebourg en Basse-Saxe (Allemagne), connue pour son ascenseur à bateaux, qui fut construit en 1975 et fut à l'époque le plus important du monde. Il est dorénavant supplanté par l'ascenseur de Strépy-Thieu en Belgique.
L'ascenseur à bateau est un ouvrage de la liaison Elbe-Seitenkanal, qui joint l'Elbe (à hauteur d'Artlenburg) et le Mittellandkanal (près de Wolfsbourg). 
Le passage du premier bateau le 5 décembre 1975 a permis la libération partielle du canal reliant l'Elbe et le port de Lunebourg.  

## Caractéristiques techniques
- Ouvrage : Double ascenseur à bateaux à contrepoids
- Coût de l'ouvrage: 152 Millions de DEM
- Dénivelé : 38 m
- Dimension du bac:  100 m / 12 m / 3,4 m
- Poids total du bac rempli : 5 800 t
- Poids total des parties en mouvement (bac rempli) : ca. 11.800 t
- Masse d'un contrepoids (224 au total) : 26,5 t
- Dimension d'un contrepoids : 6,8 m x 3,4 m x 0,32 m
- Diamètre des câbles électriques : 54 mm
- Puissance de traction : 4 moteurs électriques de 160 kW chacun (puissance totale : 870 PS)
- Durée du passage : 15-20 min
- Passages par an  : environ 500 000

|  |  |